# Odruch toniczny szyjny symetryczny
Odruch toniczny szyjny symetryczny, STOS – odruch fizjologiczny, zaliczany do odruchów prymitywnych. Występuje u noworodków i niemowląt do 6 miesiąca życia.
Przetrwanie tego odruchu powyżej 6 miesiąca życia dziecka świadczy o nieprawidłowym funkcjonowaniu ośrodkowego układu nerwowego, co może w późniejszych okresach życia przejawiać się zaburzeniem rozwoju funkcji lokomocyjnych.

## Sposób wywołania odruchu
U dziecka ułożonego na brzuchu odgina się głowę w kierunku grzbietowym i po około 30 sekundach przygina się w kierunku brzusznym. Ruchy zgięcia i przygięcia można wykonać w odwrotnej kolejności. W trakcie odgięcia głowy dochodzi do wyprostowania kończyn górnych i jednoczesnego zgięcia kończyn dolnych. W trakcie przygięcia głowy obserwuje się zgięcie kończyn górnych i wyprost kończyn dolnych.